# (4893) Seitter
(4893) Seitter ist ein Asteroid des Hauptgürtels, der am 9. August 1986 vom belgischen Astronomen Eric Walter Elst und seiner bulgarischen Kollegin Wioleta Iwanowa am Bulgarischen Nationalen Astronomischen Observatorium – Roschen (IAU-Code 071) bei Smoljan entdeckt wurde.
Der Asteroid wurde nach der deutschen Astronomin Waltraut Seitter (1930–2007) benannt, die als erste Frau in Deutschland einen Lehrstuhl für Astronomie innehatte und bis 1995 als Direktorin das Astronomische Institut der Universität Münster leitete.